# کارلا مانچینی
کارلا مانچینی (ایتالیایی: Carla Mancini؛ زادهٔ ۲۱ آوریل ۱۹۵۰) بازیگر اهل ایتالیا است.

## گزیدهٔ نقش‌آفرینی‌ها
- معضل بزرگ (۱۹۸۱)
- هرزگی (۱۹۸۰)
- کشور زیبا (۱۹۷۷)
- چارلستون (۱۹۷۷)
- تلفن سفید (۱۹۷۶)
- لیبرا، عشق من (۱۹۷۵)
- هفت زیبا (۱۹۷۵)
- فرانکشتاین اندی وارهول (۱۹۷۴)
- فریاد یک فاحشه (۱۹۷۴)
- آپاسیوناتا (۱۹۷۴)
- آلونسانفان (۱۹۷۴)
- بوی خوش زن (۱۹۷۴)
- مرد خانواده (۱۹۷۴)
- درندگان (۱۹۷۴)
- کالبدگشایی (۱۹۷۴)
- میهمان (۱۹۷۴)
- تیم اضطراری (۱۹۷۴)
- همه ما همدیگر را خیلی دوست داشتیم (۱۹۷۴)
- به من میگن پاگنده (۱۹۷۳)
- به بانو تجاوز شده است (۱۹۷۳)
- بیوه دل‌ربا (۱۹۷۳)
- سپیددندان (۱۹۷۳)
- سکس تا چه حد سرگرم‌کننده است؟ (۱۹۷۳)
- شماره یک (۱۹۷۳)
- مردی با چهره عجیب به‌دنبال توست تا تو را بکشد (۱۹۷۳)
- به من می‌گویند هیچ‌کس (۱۹۷۳)
- هفت‌تیر (۱۹۷۳)
- بابا یاگا (۱۹۷۳)
- عشق و ژیمناستیک (۱۹۷۳)
- بکش کنار! الدورادو به ترینیتی می‌آید (۱۹۷۲)
- لودویگ (۱۹۷۲)
- تورین سیاه (۱۹۷۲)
- دو چهره ترس (۱۹۷۲)
- اولین شب آرامش (۱۹۷۲)
- چی؟ (۱۹۷۲)
- دکامرون ۳۰۰ (۱۹۷۲)
- دکامرون ناپسند (۱۹۷۲)
- ممنوعه‌ترین دکامرون (۱۹۷۲)
- شب‌های گرم دکامرون (۱۹۷۲)
- قصه‌های رومی یک تازه‌کار سابق (۱۹۷۲)
- قتل‌های هفتگانه بانوی سرخ‌پوش (۱۹۷۲)
- دلیلی برای زندگی، دلیلی برای مرگ (۱۹۷۲)
- چه کسی دادستان را کشت و برای چه؟ (۱۹۷۲)
- آ.آ.آ. ماساژدهنده حرفه‌ای، زیبا، آماده ارائه خدمات… (۱۹۷۲)
- گناه در وجودت حبس شده و فقط من کلیدش را دارم (۱۹۷۲)
- طبقه کارگر به بهشت می‌رود (۱۹۷۱)
- بانوی آزادی (۱۹۷۱)
- هتل اسلاتر (۱۹۷۱)
- صحرای آتش (۱۹۷۱)
- بطن سیاه رتیل (۱۹۷۱)
- پرنده‌ای با بال‌های بلورین (۱۹۷۰)